# Paul Tamasy
Paul Tamasy (Thetford, Reino Unido, 17 de fevereiro de 1964) é um roteirista e produtor cinematográfico britânico. Como reconhecimento, foi nomeado ao Oscar 2011 na categoria de Melhor Roteiro Original por The Fighter.